# Mary Anning
Mary Anning (født 21. maj 1799 i Lyme Regis, Storbritannien, død 9. marts 1847 i Lyme Regis) var en britisk fossilsamler og palæontolog.

## Biografi
Mary Anning blev født i Lyme Regis i Dorset som datter af møbelsnedker Richard Anning og Mary Moore. Familien havde ti børn, men kun to, Mary og Joseph, overlevede til voksen alder. Faderen supplerede sine indtægter ved at hugge fossiler ud af strandklipperne i omegnen og sælge dem til turister. Familien var medlemmer af en frikirkemenighed, Kongregationalisterne. Hun fik kun grundlæggende skoleuddannelse i menighedens søndagsskole, hvor hun lærte at læse og skrive.
Lyme Regis var i begyndelsen af 1800-tallet en populær badeby og var kendt for de rige forekomster af fossiler i strandklipperne i området. Klipperne bestod af skiftende sedimentlag af kalksten og skifer, der blev dannet i Jura-perioden for 200 millioner år siden. Richard Anning tog sine børn med, når han søgte efter fossiler. Han døde i 1810 af tuberkulose og skaderne efter et fald ved et klippeskred, mens børnene stadig var små. Moderen og børnene fortsatte med at samle fossiler for at skaffe til dagen og vejen.
Familiens første berømte, fund blev gjort i 1811, da Mary netop var fyldt 12 år. Joseph gravede, da et 1,2 meter langt kranium af en fiskeøgle (ichthyosaurus) dukkede op, og Mary fandt resten af skelettet nogle måneder senere.
En af familiens største kunder var oberstløjtnant Thomas James Birch, senere Bosvile, som var en velhavende samler. Han hjalp familien 1820, da den var på falittens rand efter ikke at have gjort fund nok i et års tid. Han arrangerede en auktion over fossiler, som han havde købt af dem, på William Bullocks privatmuseum i London. Auktionen indbragte 400 pund, over 26.000 pund i dagens penge. En del af indtægten gik til familien Anning.
Mary Anning fortsatte resten af livet med at samle og sælge fossiler, især fra hvirvelløse dyr, som hun solgte for nogle få shilling stykket. Fossilsøgningen var forbundet med stor risiko. I oktober 1833 undgik Mary Anning med nød og næppe at miste livet i et skred. Hendes ry øgedes i takt med at hun gjorde bemærkelsesværdige fund. Da hun var ca. 27 år gammel havde hun tjent tilstrækkeligt til at kunne købe et hus med et forretningslokale. Hun havde problemer med at klare sig økonomisk resten af livet, selv om hun, efter at være blevet ramt af finansielle problemer i 1835, gennem William Bucklands mellemkomst, fik en statslig livrente i anerkendelse af hendes indsats indenfor geologien.

## Palæontologen
Det gryende geologiske videnskabelige samfund i det tidlige 1800-tals Storbritannien var domineret af velbjærgede mænd med naturvidenskab som hobby. Mary Anning, som savnede formel uddannelse og tilhørte arbejderklassen, havde ingen plads i den samtidige videnskabelige debat. Som kvinde kunne hun ikke opnå medlemskab af Geological Society of London, til trods for at hun var kendt i geologkredse både i Europa og i Nordamerika. Hun fik heller ikke i sin levetid fuld anerkendelse for sine bidrag til øget palæontologisk viden.
Mary Annings eneste publicerede videnskabelige indlæg var et uddrag af et brev fra 1839 til Magazine of Natural History, hvori hun satte spøgsmålstegn ved en af tidsskriftets påstande.
Flere geologer besøgte hende for at samle fossiler og diskutere anatomi og klassificering, med hende. Henry De la Beche og Mary Anning blev venner allerede i teenageårene og de holdt kontakt, selv efter han var blevet en fremtrædende geolog. William Buckland, som forelæste i geologi ved Oxford University, besøgte ofte Lyme Regis i juleferien og samlede fossiler sammen med Mary Anning.
Efter hendes død vakte hendes livshistorie stor interesse. Charles Dickens skrev om hende i 1865 at "snedkerens datter har opnået berømmelse, og hun har fortjent det." I 2010 blev hun opdaget på Royal Societys liste over de ti britiske kvinder der har haft størst indflydelse på naturvidenskaben gennem århundrederne.

## Berømte fund

### Hvaløgler
Søskendeparret Annings første berømte fund blev gjort straks efter faderens død. I 1811 fandt Joseph Anning et 1,2 meter langt kranium af hvaløglearten Temnodontosaurus platyodon. Mary Annings fandt det 5,2 meter lange skelet nogle måneder senere. Skelettet blev solgt til den lokale storgodsejer Henry Hoste Henley, som solgte det til samleren William Bullock. Det blev udstillet i London og vakte stor interesse. På en tid hvor de fleste mennesker endnu troede på den bibelske skabelsesberetning, der indebar at Jorden kun var nogle tusinde år gammel, og at arter hverken udviklede sig eller uddøde, førte fundet til nye spørgsmål inden for videnskabelige og kirkelige kredse, om hvad den nye geologiske videnskab afslørede om Jordens historie. Fundet blev endnu mere berømt efter Everard Home udgav en serie på seks artikler med beskrivelse af fundet for Royal Society, den første i 1814. I artiklerne blev opdageren ikke omtalt ved navns nævnelse. Everard Home var forundret over fundet og havde skiftende idéer om hvordan det skulle klassificeres. Charles Konig, udstillingskurator på British Museum, foreslog navnet Ichthyosaurus ('fiske-øgle') for gruppen, og det navn slog an. Charles Konig købte skelettet til British Museum i 1819.
Mary Anning fandt flere andre hvaløglefossiler i 1815–19 som næsten fuldkomne skeletter i størrelser fra en forel til en hval. I 1821 skrev to medlemmer af Geological Society of London William Conybeare og Henry De la Beche en videnskabelig artikel med en analyse af Mary Annings og andres fund. Den fastslog at hvaløglen var en hidtil ukendt art af havlevende krybdyr baseret på forskelle i tandstrukturen. De kom frem til at der havde eksisteret mindst tre arter.

### Svaneøgler
Mary Annings næste større fund var et skelet af en ny slags havlevende krybdyr i vinteren 1820-21. William Conybeare kaldte den for Plesiosaurus (= ligner en øgle), fordi han mente, at den lignede nutidige krybdyr mere end hvaløglerne. Han og Henry De la Beche beskrev den i et essay i 1821. Dette fossil blev senere betegnet "'Plesiosaurus dolichodeirus.
I 1823 fandt Mary Anning et andet og mere fuldkomment svaneøgleskelet. William Conybeare fremlagde en analyse af svanenøglens anatomi på et møde i Geological Society i 1824, men udelod Mary Annings navn til trods for at hun havde gravet begge skeletterne frem og lavet den tegning af det andet skelet, som Conybeare benyttede i sin præsentation. Ved samme møde beskrev William Buckland dinosauren Megalosaurus, og disse præsentationer skabte sensation i det videnskabelige samfund
Mary Anning fandt endnu et vigtigt og næsten komplet svaneøgleskelet i 1830, kendt som Plesiosaurus macrocephalus af William Buckland og beskrevet i et essay fra 1840 af Richard Owen.. Han omtalte den velhavende mand, der havde købt fossilerne og stillede det til rådighed for en undersøgelse, men ikke Mary Anning.

### Fossilerede fisk og flyveøgler
Mary Anning fandt det, der i en samtidig avisartikel blev kaldt et "uforligneligt eksemplar" af Dapedium politum, en strålefinnet fisk, som blev præsenteret i 1828. I december samme år gjorde hun et betydningsfuldt fund af en del af et skelet af en flyveøgle. I 1829 omtalte William Buckland dette som en Pterodactylus macronyx (senere omdøbt til Dimorphodon macronyx af Richard Owen). Nu fik Mary Anning anerkendelse for fundet. Dette var det første fund af et flyveøgleskelet uden for Tyskland, og det skabte sensation, da det blev udstillet på British Museum. I december 1829 fandt Mary Anning en fossileret fisk, Squaloraja, der vakte opsigt, fordi den havde træk fra både hajer og rokker.

### Hvirvelløse dyr og geologiske spor af biologisk aktivitet
Fund af hvirveldyr, specielt af vandlevende krybdyr, førte til Mary Annings berømmelse, men hun stod for adskillige andre bidrag til den tidlige palæontologi. I 1826 opdagede hun, hvad der forekom at være et hulrum, der indeholdt tørret blæk inde i et vættelys. Hun viste det til sin veninde Elizabeth Philpot, som det lykkedes at gøre blækket brugbart, så det kunne bruges til nogle af hendes tegninger af egne ichthyosaurusfossiler. Andre lokale kunstnere tog det til sig, da flere fossile blækhulrum blev opdaget. Mary Anning, der havde dissekeret teuthidablæksprutter og sepialignende blæksprutter for at øge sin viden om anatomien hos blækspruttefossiler, lagde mærke til, hvor meget de fossilerede hulrum lignede de blækposer som nutidige teuthidablæksprutter og sepialignende blæksprutter har. Dette førte til, at William Buckland fremkom med teorien om at belemnitter fra Juraperioden havde benyttet sig af blæk for at forsvare sig på samme måde som mange nutidige blæksprutter.
Det var også Mary Anning der undersøgte de ejendommeligt udseende fossiler, som blev kaldt besoarsten, der fra tid til anden blev fundet i bugområdet af skeletter fra ichthyosaurus. Hun observerede også, at disse sten, hvis de var bristede, indeholdt fossilerede fiskeben og skaller, og nogle gange ben af små ichthyosaurus. Mary Anning mistænkte at stenene var fossileret faeces og fremlagde den idé til William Buckland i 1824. Efter yderligere undersøgelser og sammenligninger med lignende fossiler fra andre fundsteder, udgav William Buckland denne konklusion i 1829 og gav dem navnet koprolitter. I modsætning til, hvad der skete i forbindelse med flyveøgleskelettet nogle år tidligere, blev Mary Anning omtalt og anerkendt for sin dygtighed og flid for at løse gåden.

## Anerkendelse i kulturen
I 1908 skrev Terry Sullivan en sang der var baseret på Annings liv, She sells sea shells. Vaudevillekunstneren Wilkie Bard gjorde sangen populær, da han brugte den i sit stykke Dick Whittington and His Cat på scenen i London samme år. Sangen blev hurtigt en populær tungebrækker
"She sells seashells by the seashore,
The shells she sells are seashells, I'm sure.
So if she sells seashells on the seashore,
Then I'm sure she sells seashore shells."
Den 21. maj 2014 viste Googles søgemaskine Mary Anning som deres "doodle" i anledning af 215-året for hendes fødsel.